# Les paraules justes
Les paraules justes és el segon disc del grup català La Brigada, publicat el mes de febrer de 2010 per la discogràfica anglesa Outstanding Records.
El disc fou enregistrat en dues etapes entre els mesos de maig i octubre de 2009 als estudis gdm de Vilanova i la Geltrú; produït per Joan Manuel Celorio (Tokyo Sex Destruction, Fred Galvan & Frida Calo) i La Brigada, mesclat per Pere Serrano, i masteritzat per Alex Psaroudakis a Hit Makers Mastering Studio (Barcelona). Inclou un total de 12 cançons, totes elles originals de la banda, compostes pel cantant i guitarrista Pere Agramunt, amb l'excepció de Nit d'hivern i Dos minuts, compostes i cantades pel trompetista del grup, Magí Mestres.
Pere Agramunt definia a la revista Enderrock el so del nou disc com “una mica més elèctric [en comparació amb el seu disc de debut] i té un parell de cançons llargues i experimentals pels estàndards d'una banda de pop. Potser sona més nord-americà” i citava com a influències grups com Wilco, Clem Snide, Calexico i el cantautor Cass McCombs. A Vilaweb, per la seva part, es referia al nou treball com “un àlbum més homogeni i més intens que no pas l'anterior”.
Del disc se'n va extreure un únic vídeoclip, corresponent al primer senzill del disc, la cançó El futur de l'art. El videoclip és una producció de Gorilla Division, dirigit per Jan L. Latussek i protagonitzat per l'actor Daniel González. La gira de presentació del disc va portar a La Brigada a actuar, entre 2010 i mitjans de 2011, als festivals Altaveu, popArb, A viva veu i Festival de guitarra, entre d'altres. Destaquen també els concerts que la banda va realitzar a l'Heliogàbal, al barri de Gràcia de Barcelona, els dies 24 i 25 de març de 2010.

## Crítica
Al igual que el seu disc de debut, el nou treball de la Brigada va ser molt ben acollit per part de la crítica especialitzada. Jordi Bianciotto, a El Periódico, escribia: "El grup de Vilanova i la Geltrú es col·loca en primera línia de la nostra renovada escena amb un segon disc que reforça la seva cura per l'orfebreria pop, els grans espais acústics i certa èpica il·lustrada", i a la revista Enderrock, afirmava: “Ara que a l'emergent escena pop catalana domina una certa estètica de l'amateurisme, la frondositat i maduresa de La Brigada caminen a contracorrent. Semblen ser aquí per agitar ànimes i consciències”.
Xavi Sánchez Pons, a MondoSonoro, el considerava "Uno de los trabajos de pop elegante, sofisticado, y de aromas folk más inspirados de la temporada dentro de la independencia nacional” i assenyalava el tema En el record com la “verdadera cumbre emotiva del disco y una de la mejores canciones sobre rupturas amorosas que se hayan escrito nunca”. El diari local de la Vegueria de Vilafranca, Eix diari, anava més enllà i, en una crítica molt extensa i entusiasta de Bernat Deltell on es desglossava el disc cançó per cançó, s'acabava valorant el treball com una “obra mestra”.
En consonància amb les crítiques rebudes, a finals d'any, Les paraules justes va entrar a algunes de les llistes de millors discs de l'any que acostumen a elaborar els mitjans de comunicació d'àmbit musical, com ara les revistes Enderrock, i Mondo Sonoro (edició nacional).

## Llista de cançons
Totes les cançons escrites i compostes per Pere Agramunt, excepte Dos minuts i Nit d'hivern, per Magí Mestres.
| Núm.          | Títol                    | Durada |
| ------------- | ------------------------ | ------ |
| 1.            | «Tan valent»             | 3:52   |
| 2.            | «No pas de tots»         | 2:44   |
| 3.            | «En el record»           | 4:58   |
| 4.            | «Nit d'hivern»           | 2:39   |
| 5.            | «Les paraules justes»    | 0:38   |
| 6.            | «Demà»                   | 4:51   |
| 7.            | «El futur de l'art»      | 3:03   |
| 8.            | «Motius»                 | 2:41   |
| 9.            | «Dos minuts»             | 2:00   |
| 10.           | «Arribats a aquell punt» | 3:06   |
| 11.           | «En el record (represa)» | 1:36   |
| 12.           | «L'alegria de l'inèdit»  | 5:52   |
| Durada total: | Durada total:            | 37:57  |

## Personal[calcitació]
La Brigada
- Pere Agramunt - Veu, guitarra acústica, guitarra elèctrica a L'alegria de l'inèdit i En el record, harmònica.
- Miquel Tello - Baix, sintetitzadors, veus a El futur de l'art.
- Magí Mestres - Trompeta, veu a Nit d'hivern i Dos minuts, percussions, veus.
- Ricard Parera - Bateria, percussions.
- David Charro - Guitarra elèctrica, teclats a En el record (represa), veus a El futur de l'art i Demà.

Músics addicionals
- Jordi Macaya - Viola.
- Joan Manuel Celorio - Rhodes i piano.
- Elisabet Barrau - Violí.
- Sebastià Serra - Flauta travessera.
- Rubén Martínez - Pedal steel.

## Curiositats
- Coincidint amb la publicació del disc, la revista Enderrock va incloure, en la seva edició de març de 2010 (núm. 173), un CD promocional amb 8 temes de la banda,[16] dels quals quatre estaven extrets del primer disc, L'obligació de ser algú (Com fulles mortes, Una imatge més, La sort que sempre tinc i Un trist i miserable cop de mà), mentre que els quatre restants provenien de Les paraules justes (Tan valent, El futur de l'art, En el record i L'alegria de l'inèdit).[17]
- L'any 2013, el cantautor maresmenc Ramón Rodríguez, The New Raemon, va enregistrar una versió del tema Tan valent,[18] que fou inclosa posteriorment al seu disc recopilatori Quema la memoria, de 2017,[19] publicat en motiu del 10è aniversari de la seva carrera en solitari.[20]
- Les cançons Demà i En el record són dues de les “501 cançons catalanes que has d'escoltar abans de morir”, d'acord amb el periodista musical Jordi Bianciotto, tal com ho descriu al llibre publicat l'any 2014 pels segells Ara Llibres i Amsterdam.[21]
- El disseny i les fotografies del disc són de l'artista Jordi Caba.